# Dschemal Tschkuaseli
Dschemal Tschkuaseli (georgisch ჯემალ ჭკუასელი; * 1935 in der Region Osurgeti; † 17. Dezember 2021) war ein georgischer Dirigent. Seit 1986 war er künstlerischer Leiter des Nationalen Georgischen Gesangs- und Tanzensembles Erisioni.

## Leben
Er wurde als Sohn des Sängers und Dirigenten Tschermandi Tschkuaseli geboren. Im Alter von zweieinhalb Jahren wurden ihm die vielstimmigen Lieder der Region Gurien beigebracht.
Während seiner Studienzeit in Tiflis gründete er eine Gesangsgruppe junger Männer. 1976 wechselte er zu einem staatlichen Gesangs- und Tanzensemble. 1980 gründete er ein eigenes Ensemble in Kutaissi, das bald auf Tournée durch die Sowjetunion ging.
1986 wurde er künstlerischer Leiter und Dirigent des Nationalen Georgischen Gesangs- und Tanzensembles Erisioni. Er erforschte vergessene Volks- und geistliche Lieder aus den verschiedenen Regionen Georgiens, aktualisierte sie für den Bühnenvortrag.
Tschkuaseli und das Erisoni-Ensemble waren auf Tournée in Peru, den Vereinigten Staaten, Vietnam und Indien. Zum größten Erfolg des Ensembles wurde das Musical Georgian Legends, das in Deutschland unter dem Titel Legends of the Storm aufgeführt wird.